# Alexander Braun
Alexander Carl Heinrich Braun (Regensburg, 10 mei 1805 - Berlijn, 29 maart 1877) was een Duits botanicus uit Beieren.
Hij studeerde botanie in Heidelberg, Parijs en München. In 1833 begon hij met het doceren van plantkunde aan de Polytechnische School van Karlsruhe. Hij bleef daar tot 1846. Daarna was hij hoogleraar in de botanie in Freiburg (vanaf 1846), Giessen (vanaf 1850) en aan de Universiteit van Berlijn (vanaf 1851), waar hij bleef tot 1877. In Berlijn was hij tevens directeur van de Berlijnse hortus botanicus. In 1852 werd hij verkozen tot buitenlands lid van de Kungliga Vetenskapsakademien.
Braun is vooral bekend om zijn onderzoek naar de morfologie van planten. Hij was een voorstander van vitalisme, een populaire 19e-eeuwse speculatieve theorie waarin wordt gesteld dat een regulerende kracht bestaat binnen de levende materie om te kunnen functioneren. Braun leverde een belangrijke bijdrage op het gebied van de celtheorie. Vanaf de jaren 1830 met zijn analyses van de regeling van de schalen op een dennenappel was hij een pionier van fyllotaxis.
De plantensoort Polystichum braunii is naar hem vernoemd.
- Bibliothèque nationale de France: cb12560296z (data)
- Author citation (botany): A.Braun
- CiNii: DA02753167
- Gemeinsame Normdatei: 116415576
- International Standard Name Identifier: 0000 0001 1068 3982
- Library of Congress Control Number: n87127193
- Nationale Bibliotheek van Tsjechië: hka2017951151
- Nationale bibliotheek van Australië: 35200918
- Nationale Bibliotheek van Israël: 987007302595205171
- Nationale Bibliotheek van Polen: a0000001861099
- Nederlandse Thesaurus van Auteursnamen: 146446992
- Réseau des bibliothèques de Suisse occidentale: 02-A019203449
- SNAC: w6bg6hf2
- Système universitaire de documentation: 034899499
- Museum of New Zealand Te Papa Tongarewa: 50452
- Trove: 862278
- Virtual International Authority File: 66581901
- WorldCat: E39PBJrWyk6gYWCCwc9dxwrpfq